# Hanji
El Papel coreano o Hanji es el papel tradicional de Corea hecho a mano. Hanji se elabora con la corteza interior de la morera, un árbol originario de Corea denominado 'dak' que crece en las montañas rocosas.

## Galería

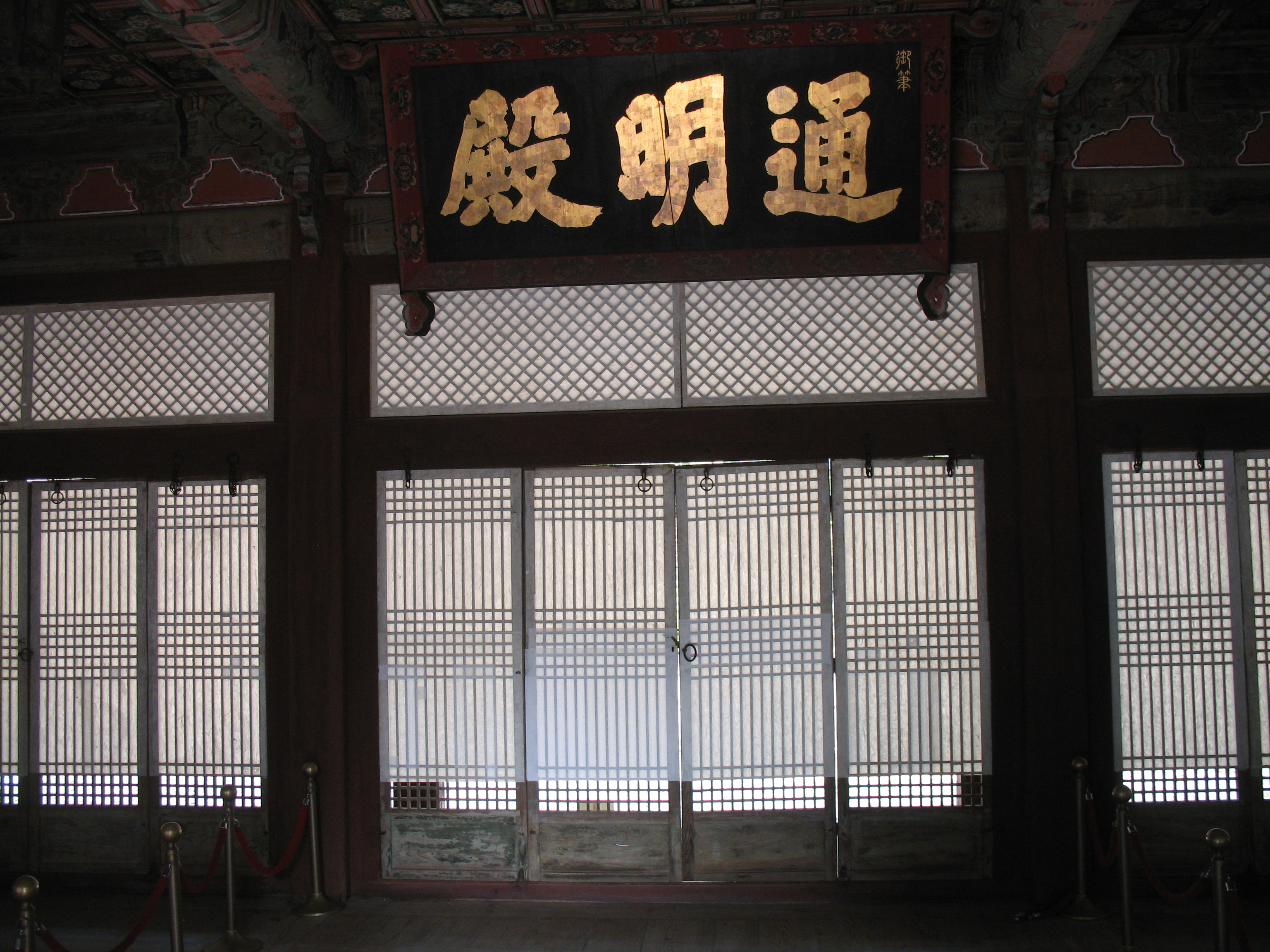
Changhoji pegados en las puertas en Changgyeonggung
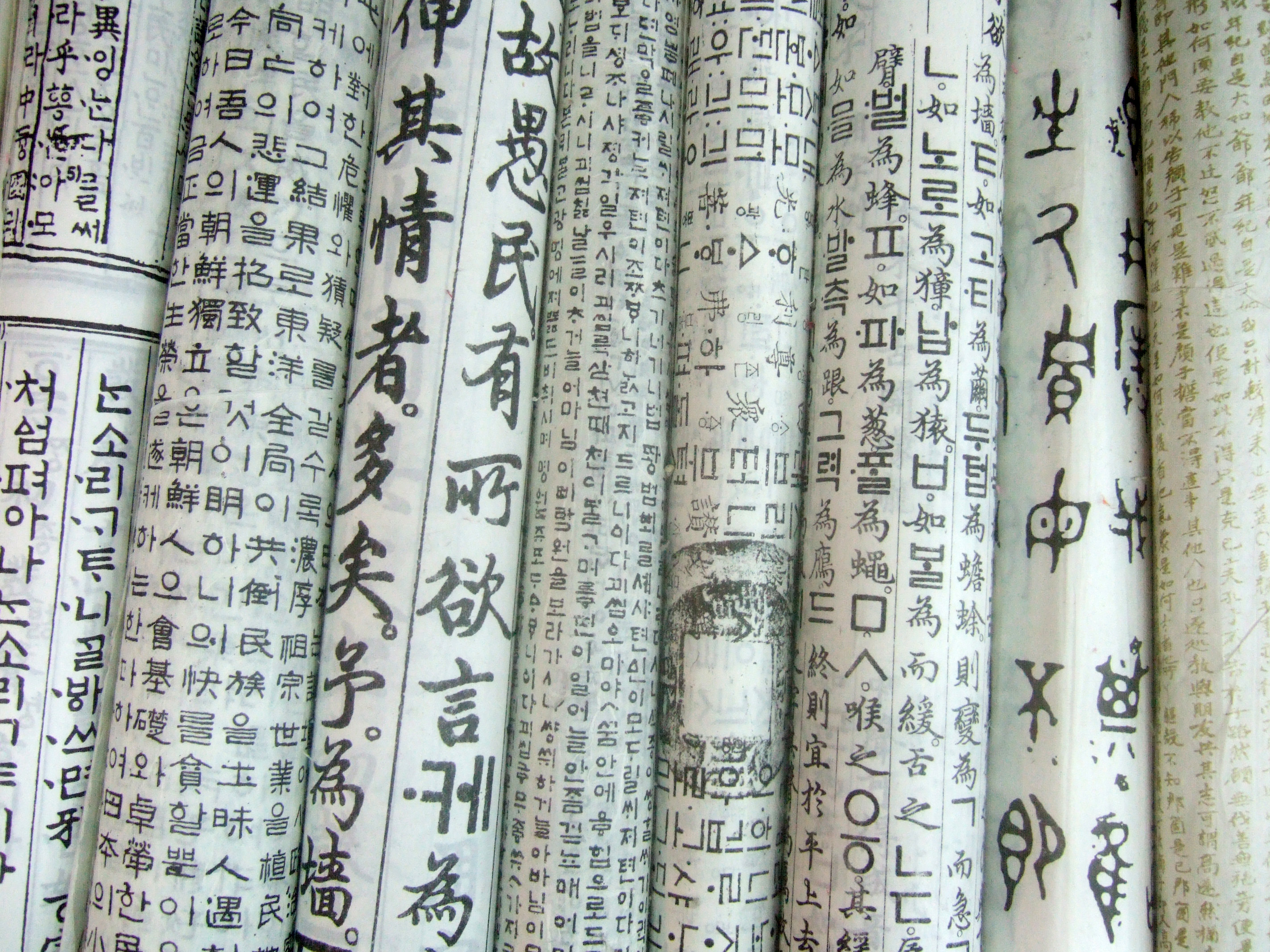
Hangul impresos en Hanji, en una tienda en Insadong, Seúl
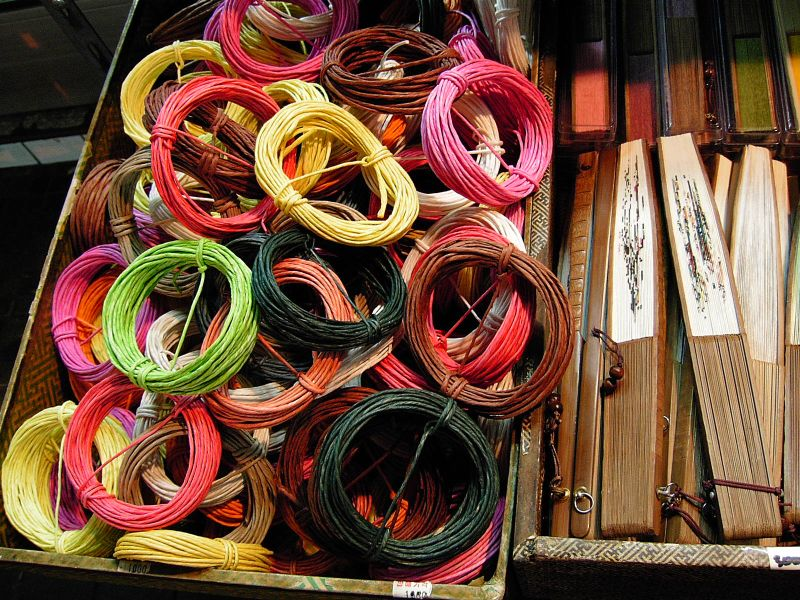
Cadenas Coloridas hechas con Hanji y los abanicos
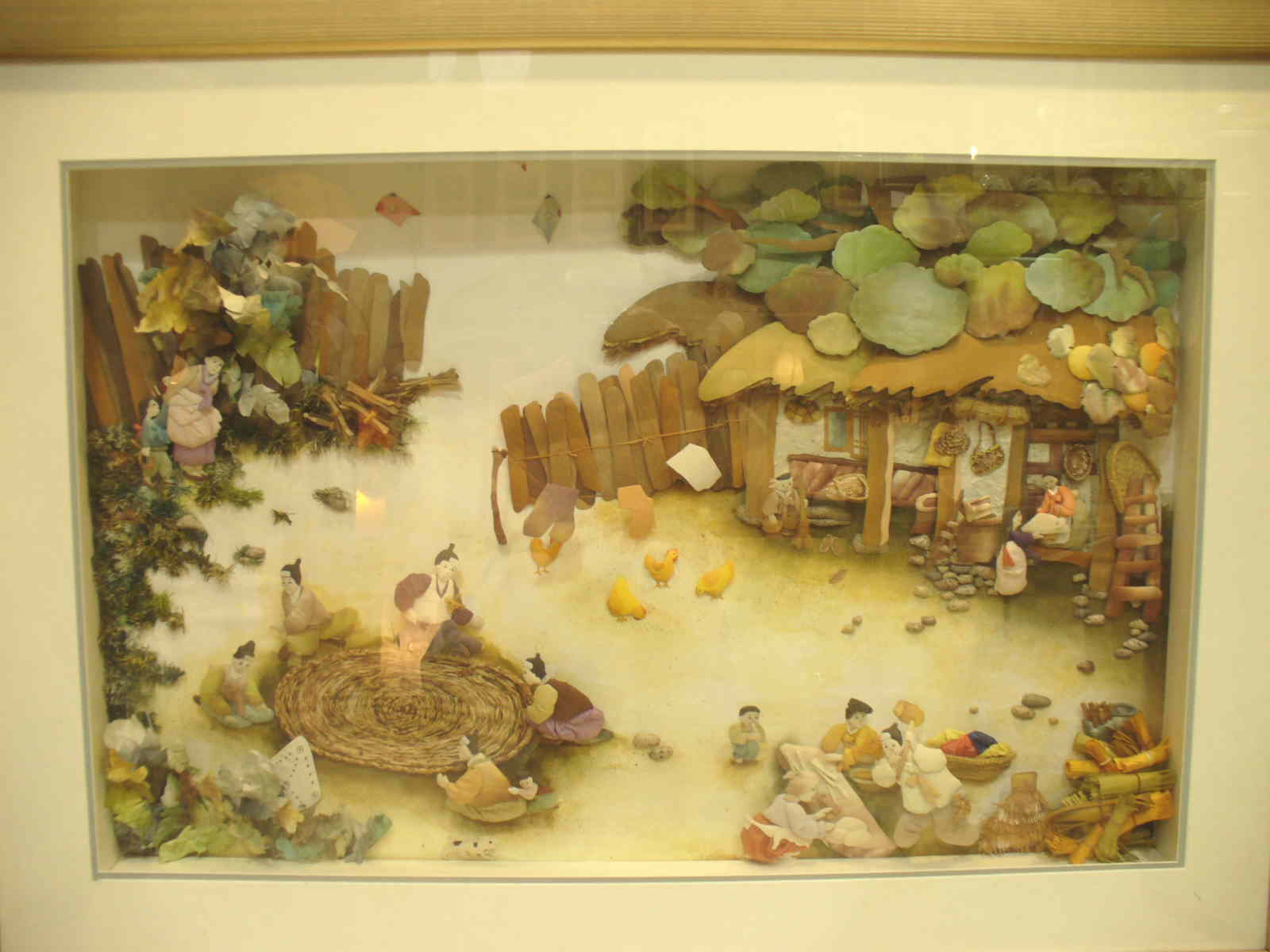
una obra de arte de hanji